# Bergische Landwehr
Bergische Landwehr este o regiune deluroasă din regiunea Wuppertal, care cuprindea o serie de șanțuri de apărare, tranșee, tufișuri, paralele cu granița, folosită în trecut în sistemul de apărare militară al granițelor Germaniei.